# Revierplanung
Revierplanung ist ein Begriff aus der Abfall- und Wertstoffsammlung bei Entsorgungsbetrieben. Dabei handelt es sich um die Planung von Sammelrevieren und -touren. 

## Planungsprobleme
Dieses komplexe Planungs- und Optimierungsproblem erfordert in der Regel einen sehr hohen Planungsaufwand. Dieses Problem gliedert sich in drei jeweils NP-Schwere Teilprobleme:
1. Strategische Planung: Festlegen der Anzahl Fahrzeuge und der Besetzung als Leistungserbringende Einheiten (sog. Kolonnen)
2. Taktische Planung: Zerteilen eines großen Planungsgebiets in kleinere Planungseinheiten, sog. Sammelreviere (siehe dazu auch Graphpartitionierung)
3. Operative Planung: Erstellen von Tagestouren und Sammeltouren je Tag und Fahrzeug (Capacitated Arc Routing Problem)

Dabei geht es auf taktischer Ebene darum, große Planungsgebiete (z. B. eine Stadt) so zu zerteilen, dass Sammelreviere entstehen, die von einem Sammelfahrzeug und deren Besetzung in einem Planungshorizont bedient werden können, unter Berücksichtigung der Nebenbedingungen wie Arbeitszeit und Fahrzeugzuladungskapazität.
(Sammel-)Reviere bestehen aus einer Menge von Straßenabschnitten und den daran stehenden Behältern.
Der Aufwand, der in einem Planungsgebiet bzw. Revier steckt, berechnet sich großteils aus der Menge der Behälter und deren Erschwernissen, die an den zugehörigen Straßenabschnitten stehen. Jeder haushaltsnahe Behälter kann unterschiedliche Abfuhrrhythmen haben, z. B. „einmal leeren in zwei Wochen“ (1:2). Dieses haushaltsnahe Sammelverfahren ist auch unter dem Begriff der Holsammlung bekannt. 
Alternativ dazu gibt es die Bringsammlung, bei der die Behälter nicht haushaltsnah stehen, sondern dabei ist die Fraktion zu einer sogenannten Sammelinsel (Glascontainer, Papiercontainer) zu bringen.
Das führt zu der zweiten aufwändigen, komplexen strategischen Problematik bei der haushaltsnahen Sammlung:
Diese Abfuhrrhythmen sollen auf Wochentage verteilt werden, um den Bürgern an den Straßenabschnitten einen Abfuhrkalender (oder auch Müllkalender) zur Verfügung zu stellen, aus dem hervorgeht, wann ein Behälter mit Abfuhrrhythmus entsprechend geleert wird.
In der operativen Revierplanung geht es nun darum, die eigentliche Tages-Sammeltourenplanung für jedes Fahrzeug zu erstellen. Das muss so geschehen, dass für jedes Fahrzeug mit Besetzung für jeden Tag im Planungshorizont eine zulässige Tagessammeltour entsteht (z. B. sind für den Planungshorizont von zwei Wochen und fünf Arbeitstagen pro Woche zehn Tagessammeltouren zu erstellen). 

### Tagessammeltour
Eine Tagessammeltour besteht aus folgenden Phasen:
- Startet i. A. auf einem Betriebshof (Depot), Bereitstellung des Fahrzeugs: Rüstzeit
- Regiefahrt vom Depot zur ersten Servicestelle
- Servicefahrt (Leerung der Behälter)
- Leerfahrten zwischen Servicefahrten
- Regiefahrten von der letzten Servicefahrt zur Anlagen (Entsorgungsanlage,…) zur Leerung des Fahrzeugs und Freigabe der Sammelkapazität des Fahrzeugs
- Regiefahrt, sofern Arbeitszeit vorhanden zur nächsten Sammelfahrt oder Regiefahrt zurück zum Depot

### Problemklasse
Bei der Untersuchung des Problems stellen sich zwei konkrete kombinatorische Probleme: 1. Die Zuweisung der Abholrhythmen der Behälter und damit der zu bedienenden Straßenabschnitte auf Tage (Problem der Periodizität) und 2. die Bestimmung einer Bedienreihenfolge der Behälter an den Straßenabschnitten (Routing Problem). Bei der gleichzeitigen Lösung dieser beiden Probleme spricht man von einem einstufigen Verfahren. Die Problemklasse der periodischen kantenbasierten Tourenplanung mit Berücksichtigung der Anlagenfahrten wird in der Problemklasse P-MCARP-IF (Periodic Mixed Capacitated Arc Routing Problem with Intermediate Facilities) definiert.